# Bell 202-Modem
Das Bell 202-Modem ist eines der ersten Modems, das von der Firma AT&T entwickelt wurde.
Die Halbduplex-Übertragung erfolgt in einer Richtung mit 1200 bps (Bits pro Sekunde). Als Modulationsverfahren wird Frequency Shift Keying (FSK) verwendet. Eine digitale "1" wird mit der Frequenz 1,2 kHz (1200 Hz) und eine "0" wird mit der Frequenz 2,2 kHz (2200 Hz) dargestellt.
Da diese Modemtechnik die erste der Art war, wurden die Bezeichnungen Bell 202 kompatibel bzw. Bell 202-Standard geprägt.
Der Kommunikationsstandard ITU V.23 definiert die gleiche Übertragungsart, ist aber zu Bell 202 inkompatibel, da andere Signalfrequenzen verwendet werden.